# This machine kills fascists

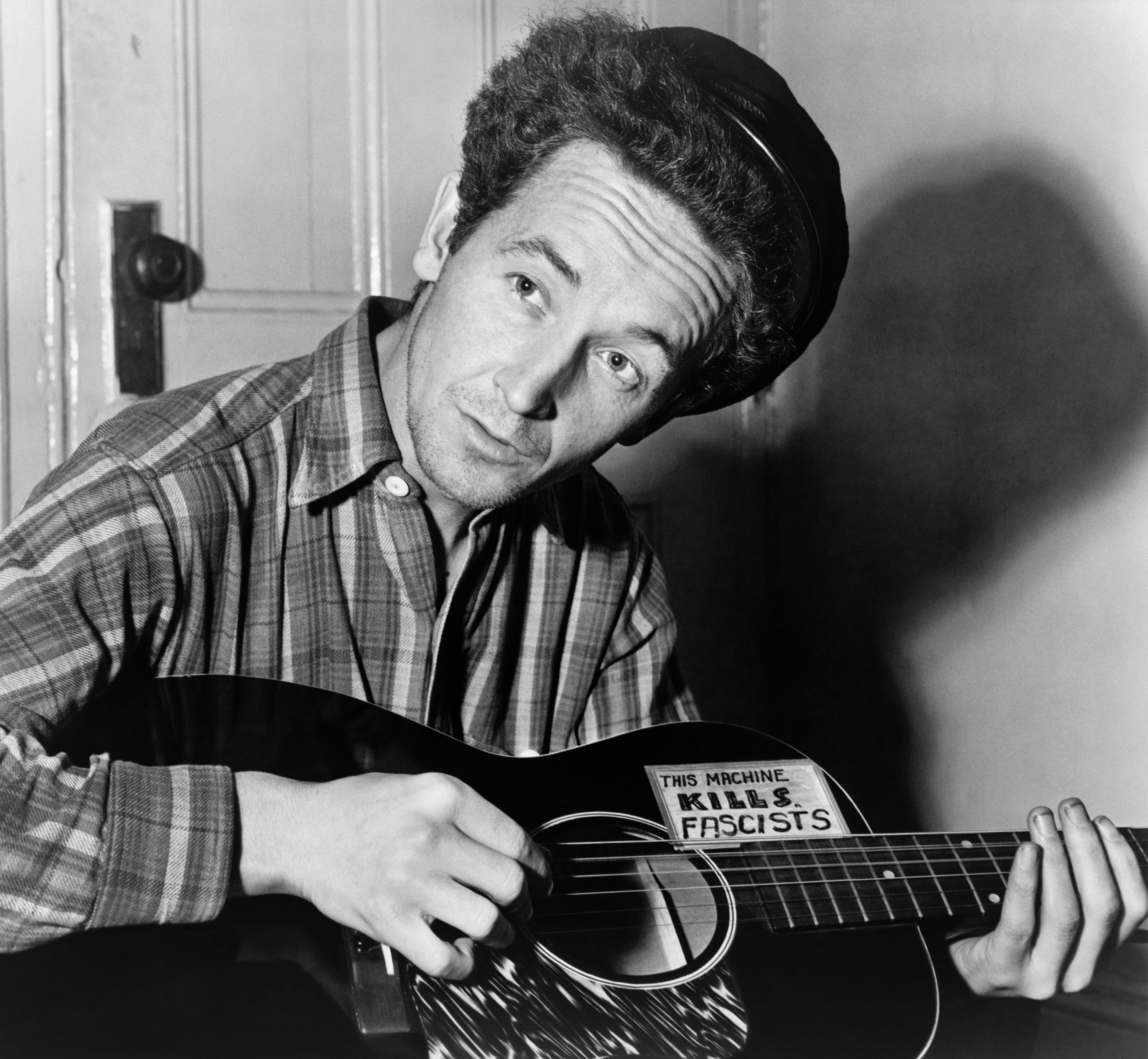
Woody Guthrie com seu violão rotulado como "This machine kills fascists"

"This machine kills fascists" (Esta máquina mata fascistas, em português) é uma mensagem que Woody Guthrie colocou em seu violão no início dos anos 40, que inspirou muitos artistas subsequentes.

## Concepção
Logo após se mudar para um pequeno apartamento em Manhattan, Guthrie escreveu a música de guerra "Talking Hitler's Head Off Blues". Tal informação foi publicada no jornal Daily Worker: "Em um ataque de patriotismo e fé no impacto da música, ele pintou em seu violão ESTA MÁQUINA MATA FASCISTAS".

## A postura de Guthrie contra o fascismo
Na oposição de Guthrie ao fascismo, ele conceituou a ideologia "como uma forma de exploração econômica semelhante à escravidão", denunciando diretamente os fascistas - particularmente seus líderes - como um grupo de gângsteres que pretendiam "roubar o mundo". Isso lembrou uma estratégia de protesto que ele havia usado "durante a Grande Depressão, quando a desigualdade social, política e econômica foi gerada por uma pequena elite rica". Durante essa época, Guthrie havia "romantizado atos de foras da lei como Jesse James, Pretty Boy Floyd, Jane Calamidade ou a Quadrilha dos Dalton, tanto como atos legítimos de responsabilidade social quanto como "expressão máxima de protesto", transformando o fora da lei em um partidário arquetípico na luta contra aqueles que foram responsabilizados pelo agravamento das condições sociais e econômicas".
Nisso, Guthrie considerou aqueles que se opunham aos regimes fascistas não como meros foras da lei em um Estado fascista, mas como heróis que se levantavam "em tempos de turbulência econômica e desintegração social" para combater "um empreendimento criminoso altamente ilegítimo destinado a explorar o povo comum". Guthrie retratou esses personagens como algo maior do que meramente "bandidos burros", enquanto seu lirismo também "externalizou o elemento desumano do fascismo, descrevendo seus representantes como animais que eram geralmente considerados em muito baixa estima e associados a uma série de traços de mau caráter." Por exemplo, ele falou sobre a "Cobra Nazista" que deve ser combatida em sua música, "Talking Hitler's Head Off Blues". Guthrie declararia "tudo que é humano é anti-Hitler" e em sua música "You Better Get Ready", ele tem a figura de Satanás declarando que "O Velho Inferno não é o mesmo — Comparado a Hitler, inferno, eu sou inofensivo!". Guthrie viu a batalha contra o fascismo como a derradeira batalha do bem contra o mal. Em uma carta para "Railroad Pete", ele afirmou que "fascismo e liberdade são os únicos dois lados lutando... [esta foi a guerra] que o mundo estava esperando há vinte e cinco milhões de anos... [que acertaria] as contas de uma vez por todas".
Guthrie glorifica a morte de fascistas homenageando a franco-atiradora soviética Lyudmila Pavlichenko em sua canção de 1942, "Miss Pavlichenko", que inclui frases como "O mundo inteiro a amará por muito tempo;
Por mais de trezentos nazis que caíram por sua arma". Em "All You Fascists", Woody declara que "O ódio racial não pode nos parar" e que "Todos fascistas são destinados a perder".